# Étienne Adhéran
Étienne Adhéran est un pasteur protestant français.

## Biographie
Né le 4 janvier 1799 à la Cam de l'Hospitalet, sur le territoire de Bassurels, il sort de la Faculté de théologie protestante de Montauban en 1825.
Il gagne Le Chambon-sur-Lignon. Durant son ministère, il s'oppose aux partisans du Réveil religieux, ainsi qu'aux libristes et darbystes et s'érige contre la « nocivité des doctrines dissidentes ». En 1841, il organise la « tournée » du prédicateur François David Delétra dans la région pour lutter contre le Réveil, et s'attelle pour sa part à l'évangélisation du Puy-en-Velay.
Aussi pionnier en agriculture, il est à l'origine de plusieurs écoles primaires protestantes sur le plateau du Lignon. 
Son (unique) ministère dure jusqu'à sa mort, survenue au Chambon le 13 novembre 1857,.

### Vie personnelle
Époux de Zoé Laroue, fille d'un notable local, il a six enfants dont Léon (médecin et maire d'Annonay) et Camille (qui reprend son ministère deux ans après sa disparition).